# Tschernychiwzi
Tschernychiwzi (ukrainisch Чернихівці; russisch Черниховцы/Tschernichowzy, polnisch Czernichowce) ist ein Dorf im Rajon Sbarasch der Oblast Ternopil im Westen der Ukraine etwa 6 Kilometer südwestlich der ehemaligen Rajonshauptstadt Sbarasch und 13 Kilometer nordöstlich der Oblasthauptstadt Ternopil am Fluss Hnisna Hnyla (Гнізна Гнила) gelegen.

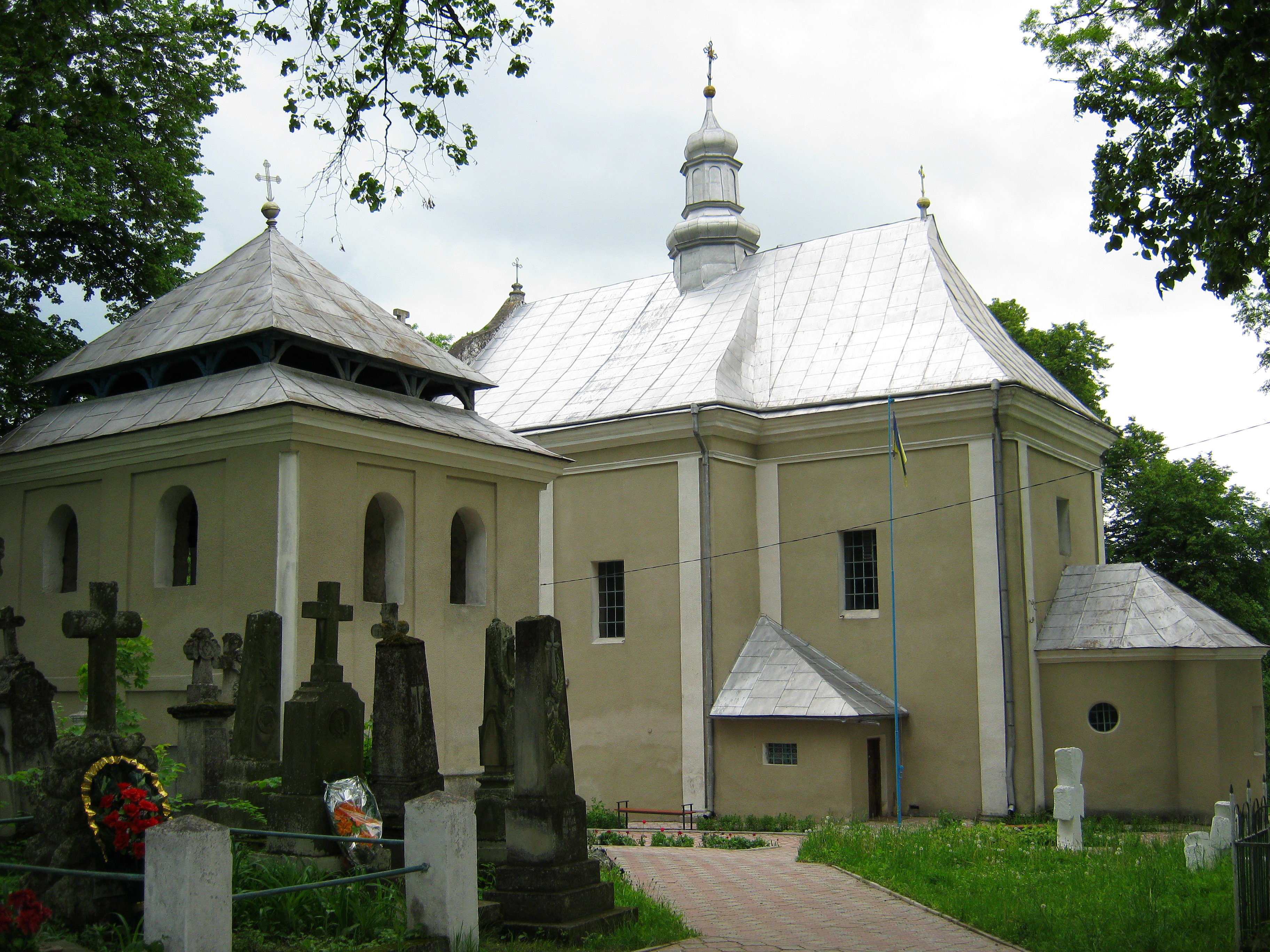
Blick auf die Kirche im Ort

## Geschichte
Der Ort wurde 1463 zum ersten Mal schriftlich erwähnt und lag zunächst in der Woiwodschaft Ruthenien als Teil der Adelsrepublik Polen. Von 1772 bis 1918 gehörte er, mit Unterbrechung zwischen 1810 und 1815, als er als Teil des Tarnopoler Kreises an Russland abgetreten werden musste, unter seinem polnischen Namen Czernichowce zum österreichischen Galizien, ab 1867 war er Sitz eines Bezirksgerichts der Bezirks Zbaraż.
Nach dem Ende des Ersten Weltkrieges kam der Ort zu Polen (in die Woiwodschaft Tarnopol, Powiat Zbaraż, Gmina Czernichowce), wurde im Zweiten Weltkrieg ab September 1939 von der Sowjetunion und ab Sommer 1941 bis 1944 von Deutschland besetzt, hier wurde der Ort in den Distrikt Galizien eingegliedert.
Nach dem Ende des Krieges wurde der Ort der Sowjetunion zugeschlagen, dort kam das Dorf zur Ukrainischen SSR und ist seit 1991 ein Teil der heutigen Ukraine.

## Verwaltungsgliederung
Am 12. Juni 2020 wurde das Dorf ein Teil der Stadtgemeinde Sbarasch im Rajon Sbarasch; bis dahin war es seit dem 12. August 2015 das Zentrum der neugegründeten Landgemeinde Tschernychiwzi (Чернихівецька сільська громада Tschernychiwezka silska hromada). Zu dieser zählen auch noch die 2 Dörfer Staryj Sbarasch (Старий Збараж) und Wernjaky (Верняки). Vorher war es das Zentrum der die Landratsgemeinde Tschernychiwzi (Черниховецька сільська рада/Tschernychowezka silska rada) im Süden des Rajons Sbarasch.
Am 17. Juli 2020 wurde der Ort Teil des Rajons Ternopil.

## Persönlichkeiten
- Myroslaw Sitschynskyj (1886–1979), Aktivist, Politiker, Zeitungsherausgeber und Attentäter